# Anže Semenič
Anže Semenič (Kranj, 1 augustus 1993) is een Sloveens schansspringer. 

## Carrière
Zijn debuut in de wereldbeker was op 9 januari 2013. Hij werd voor het seizoen 2016/2017 opgenomen in de Sloveense selectie voor het Vierschansentoernooi. Hij heeft één zege in de Grand Prix op zijn naam staan. Ook heeft hij eenmaal met het Sloveense team een landenwedstrijd op wereldbekerniveau gewonnen. Op 28 januari 2018 won Semenič de individuele wereldbekerwedstrijd op Wielka Krokiew in het Poolse Zakopane. 

## Resultaten

### Olympische Winterspelen
| Jaar | Plaats      | Resultaten                   |
| ---- | ----------- | ---------------------------- |
| 2018 | Pyeongchang | 30e HS140 5e landenwedstrijd |

### Wereldkampioenschappen skivliegen
| Jaar | Plaats     | Resultaten                                  |
| ---- | ---------- | ------------------------------------------- |
| 2018 | Oberstdorf | 14e Individuele wedstrijd · Landenwedstrijd |

### Wereldbeker
Eindklasseringen
| Seizoen   | Algm | SV  | 4S  | RAW |
| --------- | ---- | --- | --- | --- |
| 2014/2015 | 53e  | 28e | -   |     |
| 2015/2016 | 64e  | 40e | 68e |     |
| 2016/2017 | 45e  | 26e | 47e | 35e |
| 2017/2018 | 22e  | 18e | 34e | 52e |
| 2018/2019 | 28e  | 15e | 28e | 35e |
| 2019/2020 | 37e  | 20e | -   | 37e |

Wereldbekerzeges
| Datum             | Plaats      | Schans      |
| Individueel       | Individueel | Individueel |
| ----------------- | ----------- | ----------- |
| 28 januari 2018   | Zakopane    | HS134       |
| Landenwedstrijden |             |             |
| 21 maart 2015     | Planica     | HS215       |

### FIS Summer Grand Prix
Eindklasseringen
| Jaar | Plaats |
| ---- | ------ |
| 2013 | 62e    |
| 2015 | 8e     |
| 2016 | 11e    |
| 2017 | 11e    |

Zeges
| Datum             | Plaats en schans  | Opmerkingen |
| ----------------- | ----------------- | ----------- |
| 11 september 2016 | Tsjaikovsky HS140 | -           |